# Saint-Antonin-de-Sommaire
Saint-Antonin-de-Sommaire es una localidad y comuna francesa situada en la región de Alta Normandía, departamento de Eure, en el distrito de Évreux y cantón de Rugles.

## Demografía
| 199 | 186 | 179 | 182 | 188 | 170 |
| Para los censos de 1962 a 1999 la población legal corresponde a la población sin duplicidades (Fuente: INSEE [Consultar]) |     |     |     |     |     |